# 山岳写真

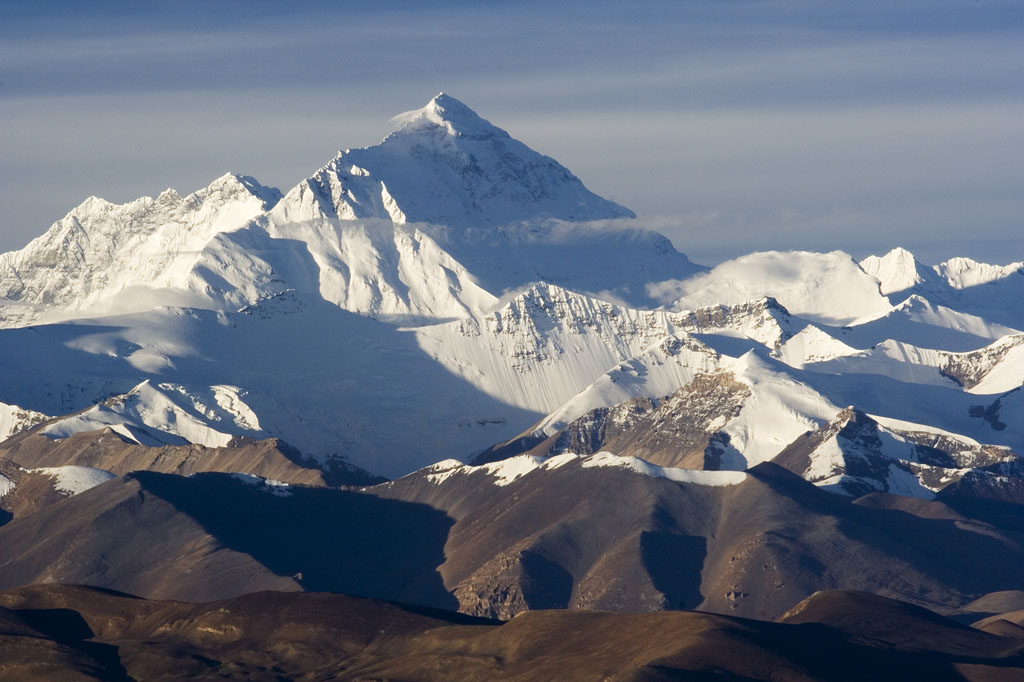
白川義員はエベレストなどの世界の山を主題としている。

山岳写真（さんがくしゃしん）とは、山を撮影した写真のこと。風景写真の一分野と見ることも出来る。日本には山が多いことから、山岳写真も盛んであるといえる。1939年創立の日本山岳写真協会、1967年創立の日本山岳写真集団などの各団体が山岳写真集を多数出版している。山岳雑誌・書籍を出版する山と溪谷社、東京新聞出版局(月刊岳人の出版元、～2014年)などからの企画写真集も数多い。

## 山岳写真家

### 日本の山岳写真家

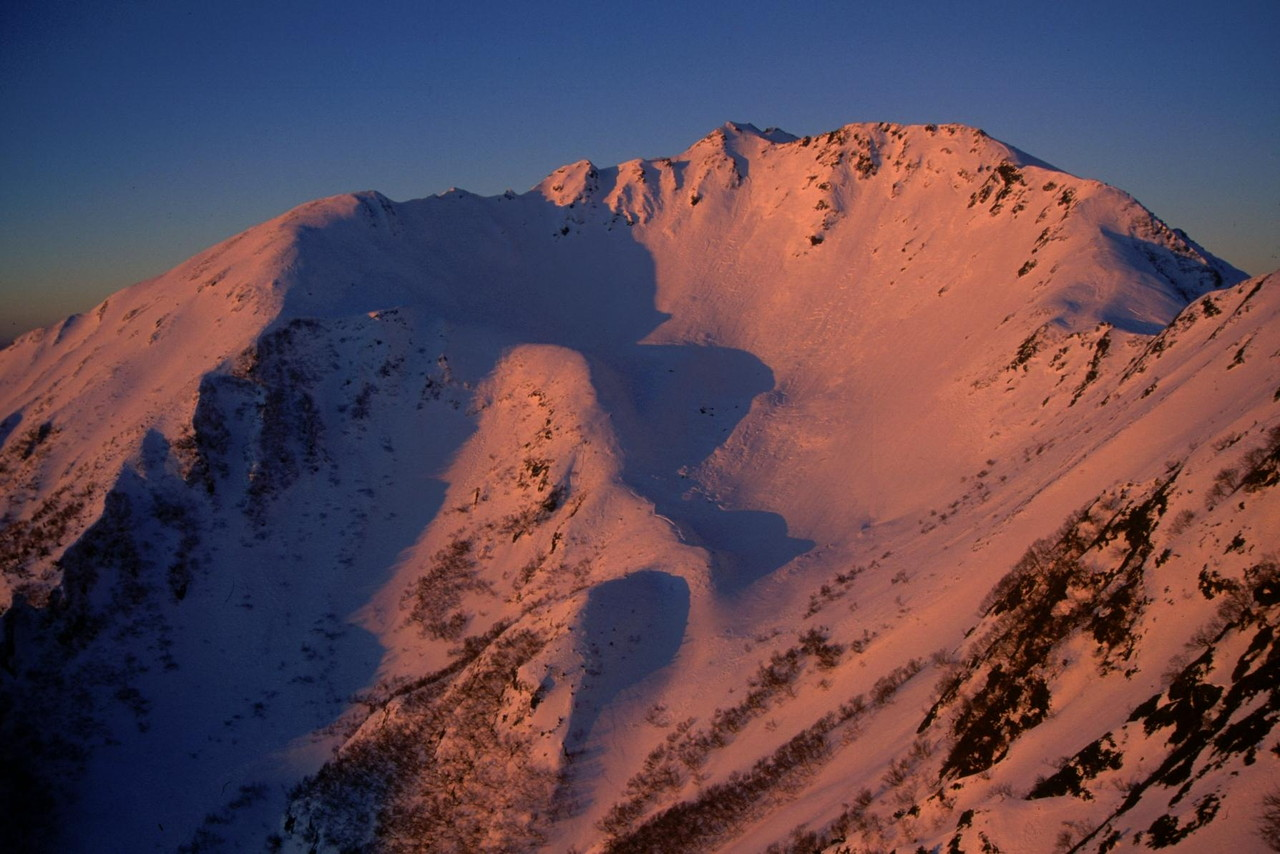
白簱史朗は南アルプスなどを主題としている。

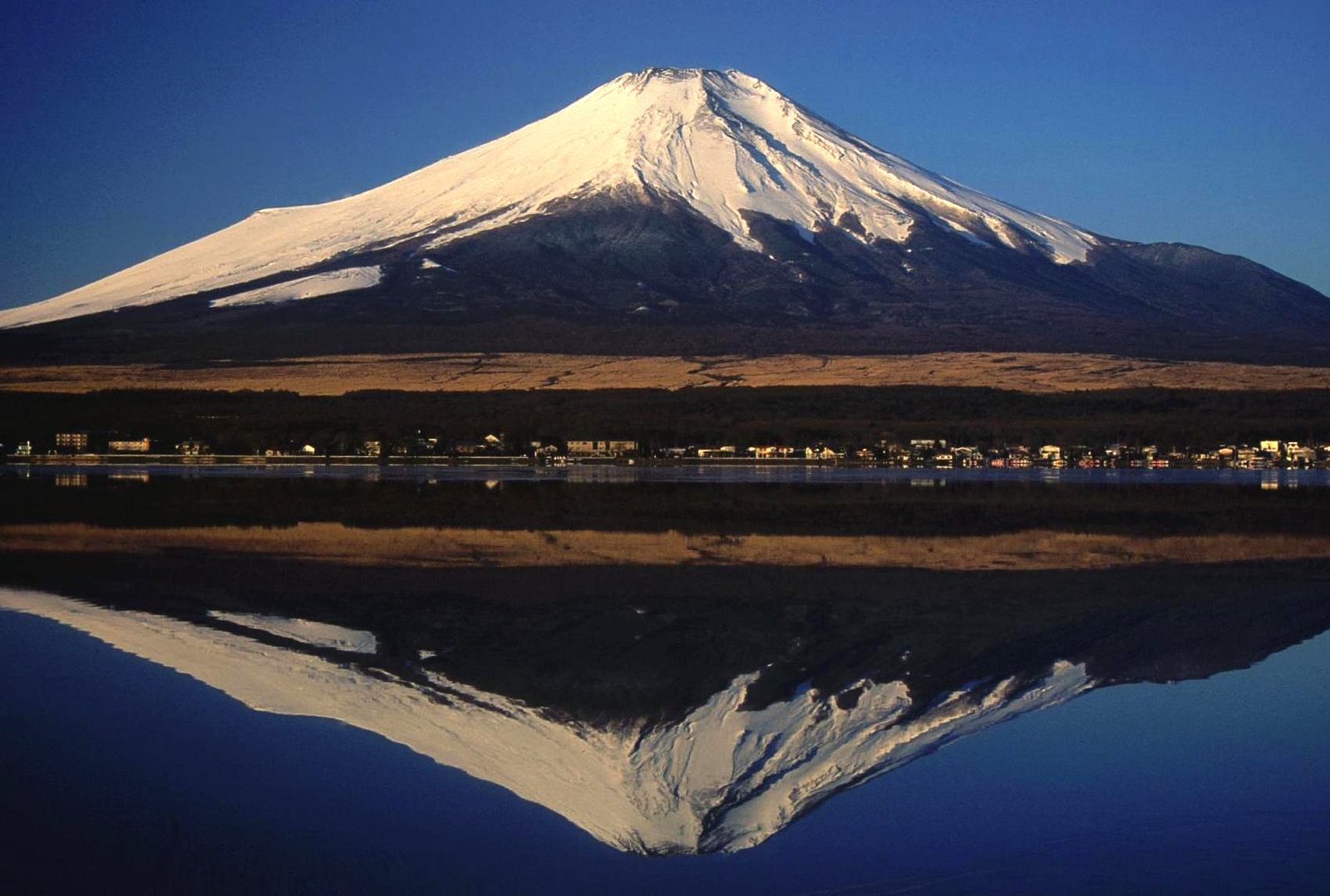
大山行男は富士山を主題としている。

山岳写真を得意とする日本の「山岳写真家」としては、以下の写真家を挙げることができる。
- 河野齢蔵 (1865 - 1939年) - 高山植物学者でもある。
- 志村烏嶺 (1874 - 1961年) - 高山植物学者、登山家でもある。
- 冠松次郎 (1883 - 1970年) - 登山家でもある。
- 穂苅三寿雄 (1891 - 1966年) - 槍ヶ岳山荘の創設者で、大正末から昭和戦前期にかけて撮影したガラス乾板による山岳写真集を出版している[1]。
- 岡田紅陽 (1895 - 1972年) - 富士山の撮影をライフワークとした。五千円紙幣D号券の図版となった逆さ富士「湖畔の春」が広く知られる。
- 田淵行男 (1905 - 1989年) - 高山蝶の研究者でもあった。「田淵行男記念館」が開設されている。
- 風見武秀 (1914 - 2003年) - 日本山岳写真協会の前身となる東京山岳写真会を結成し、日本山岳写真協会会長を歴任。ヒマラヤ、アンデス、アラスカ、カナダなど世界の山々を撮影[2]。
- 前田真三 (1922 - 1998年) - 上高地などの風景写真家。
- 伊藤正一 (1923 - 2016年) - 北アルプスの三俣山荘、雲ノ平山荘、水晶小屋を経営しながら、黒部源流域を中心に撮影[3]。
- 赤沼淳夫 (1923年 - 2018年) - 北アルプスの燕山荘、ヒュッテ大槍などを経営しながら、燕岳・表銀座縦走路、安曇野の風景を撮影[4]。
- 杉本誠 (1927年 - ) - 中日新聞社の記者時代から日本山岳写真史などをテーマとしている[5]。
- 羽田栄治 (1927 - 2013年) - 報道カメラマンを経てネパール、ヒマラヤはもとより山岳映像の作品を多数撮影。日本山岳写真協会会長[6]、日本山岳会資料映像委員長などを歴任[7]。
- 山本和雄 (1928 - 1987年) - 穂高岳周辺を集中的に撮影。それまでシャドウ表現が主流であった山岳写真を明るいカラー表現へと導いた[8]。
- 川口邦雄 (1932年 - ) - 日本国内の山、ヒマラヤ、ヨーロッパアルプス、アラスカなどを精力的に取材[2]。日本山岳写真協会名誉会長[9]。
- 三宅修 (1932年 - ) - 山の芸術誌「アルプ」創刊に携わり、日本山岳写真集団の初代代表[2]。
- 白簱史朗 (1933年 - 2019年) - 南アルプスなどを主題としていて、早川町の奈良田温泉に「南アルプス山岳写真館・白簱史朗記念館」が開設されている[10][11]。
- 白川義員 (1935年 - 2022年) - 航空機による『世界百名山』の撮影など世界の山岳を主題としていて、海外でも多くの作品集を出版している[12][13]。
- 近藤辰郎 (1935 - 2015年) - 北アルプス全域、なかでも後立山連峰と槍穂高連峰周辺の撮影で有名。コンタツおじさんの名で親しまれた。
- 青野恭典 (1937 - 2016年) - 国内外の山岳写真から日本各地の風景写真まで幅広く活躍、著書も数多い。長野県伊那市にあるかんてんぱぱガーデンに青野恭典フォトアートギャラリーが開設されている[14]。
- 川井靖元 (1937年 - ) - 国内外で幅広く撮影し、「雪稜礼讃」など光と陰に着目した作品が数多い[15]。
- 水越武 (1938年 - ) - 田淵行男に師事していた[16]。
- 小池潜 (1938年 - ) - 北アルプスの双六小屋、鏡平山荘、わさび平小屋などを経営するかたわら、雑誌・カレンダー・写真集などで山岳写真作品を多数発表[17]。岐阜県高山市の新穂高ビジターセンターで小池潜写真展が常時開催されている[18]。
- 藤田弘基 (1939 - 2012年) - ヒマラヤエリアの自然と文化を撮影。岩手県宮古市にある新里生涯学習センター「玄翁館」に藤田弘基写真展示ホールが開設されている。
- 岩橋崇至 (1944年 - ) - 岩橋英遠の三男で、山下喜一郎に師事していた[19]。
- 津野祐次 (1945年 - ) - 八ヶ岳・中央アルプス・伊那山地・南アルプスなどを中心に撮影[20]。長野県伊那市の長谷アルプスフォトギャラリーで作品が常設展示されている[21]。
- 佐々木信一 (1949年 - ) - 株式会社フォト信州の代表者として、ポスターやカレンダー、書籍など、さまざまな媒体に山岳写真作品を提供[22]。
- 大山行男 (1952年 - ) - 富士山を主題としている。
- 内田修 (1953年 - ) - 山本和雄に師事。空撮の穂高をライフワークとする[23]。
- 磯貝猛 (1954 - 2010年) - 山本和雄に師事。山と溪谷社の取材著書が多数。北アルプス南部、安曇野、妙高・火打山から丹沢、奥多摩、奥武蔵の山も撮影[24]。
- 菊池哲男 (1961年 - ) - 星月夜景写真で独自の作品領域を開拓。長野県の安曇野アートラインには、「菊池哲男山岳フォトアートギャラリー」が開設されている[25]。
- 渡辺幸雄 (1965年 - ) - 北アルプスを中心に撮影。2011年版キヤノン公式カレンダーの作品撮影を担当[26]。
- 志水哲也 (1965年 - ) - 山岳ガイド活動のかたわら「日本の幻の滝」など秘境領域での撮影に挑む[27]。
- 林明輝 (1969年 - ) - 自然風景の微妙な空気感、透明感の表現を得意とする[28]。ドローン空撮で制作した写真集「空飛ぶ写真機」を刊行[29]。
- 西田省三 (1978年 - ) - 山と溪谷社の雑誌・書籍で多数の取材撮影。南アルプス全域、北アルプス双六岳・雲の平、谷川岳などを中心に活動[30]。

### 海外の山岳写真家
- ジョージ・マサ(1881 - 1933年) - 日本人で、グレートスモーキー山脈の国立公園指定に尽力したことで知られる。
- アンセル・アダムス (1902 - 1984年) - アメリカ人で、ヨセミテ渓谷のモノクロ写真で有名。
- ハインリヒ・ハラー (1912 - 2006年) - オーストリア人で、登山家でもある。

## 関連展覧会
- 山を愛する写真家たち・東京都写真美術館・1999年
- 特別展「山　記憶と表現　杉本誠収集作品によるモノクローム写真の世界」・田淵行男記念館・2006年

## 関連図書
- 白簱史朗『白旗史朗の山岳写真テクニック』山と溪谷社、1977年1月。ISBN 4635740013。
- 杉本誠『山の写真と写真家たち―もうひとつの日本登山史』講談社、1985年4月。ISBN 4062013401。
- 山本和雄『山の組曲』山と溪谷社、1988年6月。ISBN 4635546225。
- Montagne des Photographes, Élisabeth Foch, Bordes/contrejour, 1989, ISBN 2-04-018470-8
- 日本山岳写真協会 編『日本の名山 写真家の視点で選んだ100山』信濃毎日新聞社、1999年6月。ISBN 4784098429。
- 東京都写真美術館(監修) 編『山を愛する写真家たち―日本山岳写真の系譜』日本写真企画、1999年9月。ISBN 4930887178。
- 白簱史朗『白簱史朗の百一名山』山と溪谷社、2001年3月。ISBN 978-4635546294。
- 白川義員『白川義員 愛蔵版 世界百名山』小学館、2007年8月。ISBN 978-4096811559。
- 日本山岳写真協会 編『山岳写真の探究』日本カメラ社、2009年8月。ISBN 978-4817942173。
- 小池潜『愛しき山稜』山と溪谷社、2003年5月。ISBN 4635546365。
- 佐々木信一『槍 穂高 空と雲のあいだに』信濃毎日新聞社、2013年9月。ISBN 9784784072163。
- 林明輝『林明輝[ドローン]写真集 空飛ぶ写真機』平凡社、2015年5月。ISBN 4582278191。
- 伊藤正一『源流の記憶 「黒部の山賊」と開拓時代』山と溪谷社、2015年10月。ISBN 9784635550116。
- 垣戸富士雄・津野祐次・加藤 雅彦『分県登山ガイド・長野県の山』山と溪谷社、2017年5月。ISBN 4635020452。